# Jo Jacobsen
Jo Jacobsen (døbt Hansine Johanne Marie Christiansen) (født 14. december 1884 i Middelfart, død 18. august 1963 i København) var en dansk forfatter, kronikør og psykoanalytiker og en tidlig fortaler for kvinders rettigheder, fri abort, adgang til prævention og seksualundervisning i skolen.
Forældre: Skipper Hans Christiansen (1848-1925) og Ane Johanne Larsen (1853-1937).
I 1906 blev Jo Jacobsen gift med den senere direktør for Carlsberg-bryggerierne Vagn Jacobsen, barnebarn af Carlsbergs grundlægger (J.C. Jacobsen) og søn af Glyptotekets stifter (brygger Carl Jacobsen).
Ved giftermålet oplevede Jo Jacobsen en social opstigning, og hun blev som feteret modeikon samlingspunkt for Københavns overklasse. Hun fødte to børn, Vibeke (1907) og Carl Erling (1908), men i 1916 begyndte ægteskabet at krakelere - under stor pressebevågenhed - og i 1922 var skilsmissen en realitet. Jo Jacobsen flyttede til herregården Rydhave ved Limfjorden og begyndte sit forfattervirke. Hun omgikkes blandt andre forfattere som Johannes Buchholtz, Jeppe Aakjær og Thit Jensen.
Jo Jacobsen debuterede i 1924 som skønlitterær forfatter med Hjertets Køn fulgt af Huset Hansen i 1925. Begge udleverede det miljø, hun havde forladt ved sin skilsmisse. I 1928 udkom Marsvinsjægerne, som skildrede det fattige miljø ved Lillebælt, hun var vokset op i. Denne bog blev mere rost end de to første, og forfatteren Tom Kristensen skrev om den, at »hun har den uforklarlige Evne, der kaldes Talent«. Hendes sidste værk En sang på trapperne fra 1949 handlede om de kristnes begreber om skyld og synd. 
Tidligt i 1920’erne begyndte Jo Jacobsen at interessere sig for kvindebevægelsen som foredragsholder og skribent i foreningen Frivilligt Moderskab. Hun kæmpede for bedre seksualoplysning og adgang til prævention og tog initiativ til stiftelsen for Seksual Oplysnings Forbundet, hvor hun var formand i mange år. Hun blandede sig i social- og seksualpolitiske spørgsmål, og hun kæmpede for en forbedring af vilkårene for børn født uden for ægteskab i pjecen "Fosterfordrivelsesparagraffen 241" i 1930, bogen Seksualreform i 1932 og børnebogen »Kærlighedens labyrint« i 1944.
Jo Jacobsen var efter skilsmissen begyndt at studere Freud og psykoanalyse, og hun gennemførte sin uddannelse i Berlin 1933-35 og i Wien 1936-1938. Hun sluttede sig til den danske psykoanalyses nestor, Sigurd Næsgaard, og praktiserede i København. Men hendes provokerende facon (for eksempel skrev hun en tekst, der skulle synges på melodien til Et barn er født i Betlehem, hvis første strofe lyder: "Når sædens celler iler frem/iler frem/ud fra testiklens lune gem/ak ja, ak ja/ak ja, hurra."). Når hun forsøgte at gøre op med tidens tanker om for eksempel enlige mødre og kvinders seksualitet, blev hun ofte til genstand for offentlighedens hån. Til trods for gode alliancer med anerkendte personligheder. Med Sigurd Næsgaard og Socialdemokratiets justits- og senere socialminister K.K. Steincke stod hun i brevkontakt i næsten 40 år.
I 2016 udkom Jo - Carlsbergfruen der gik sine egne veje, en biografi af historiker og journalist Dorthe Chakravarty.